# Emil Berggreen
Emil Berggreen (ur. 10 maja 1993 w Helsingør) – duński piłkarz pochodzenia chorwackiego grający na pozycji napastnika w FC Twente.

## Życiorys
W czasach juniorskich trenował we Frem Hellebæk, BK Søllerød-Vedbæk i FC Nordsjælland. W latach 2012–2014 był piłkarzem Brønshøj BK, po czym odszedł do Hobro IK. W rozgrywkach Superligaen zadebiutował 20 lipca 2014 w wygranym 2:1 meczu z Odense Boldklub. 2 lutego 2015 został za 150 tysięcy euro piłkarzem niemieckiego Eintrachtu Brunszwik. W 2. Bundeslidze zagrał po raz pierwszy 8 lutego 2015 w przegranym 0:2 spotkaniu z 1. FC Kaiserslautern. 31 stycznia 2016 odszedł za 2,5 miliona euro do pierwszoligowego 1. FSV Mainz 05. 28 lipca 2016 zerwał więzadła krzyżowe w kolanie, przez co był niezdolny do gry przez ponad rok. W Bundeslidze zadebiutował 25 listopada 2017 w przegranym 1:2 meczu z SC Freiburg. Do gry wszedł w 79. minucie, zmieniając rodaka Viktora Fischera, a w 90. minucie zdobył gola po asyście Daniela Brosinskiego. 17 lipca 2019 odszedł za zasadzie wolnego transferu do holenderskiego FC Twente.